# Cheiridium angustum
Espèce
Cheiridium angustum est une espèce de pseudoscorpions de la famille des Cheiridiidae.

## Distribution
Cette espèce est endémique de Namibie. Elle se rencontre vers Okambahe.

## Publication originale
- Beier, 1978 : A new Cheiridium (Pseudoscorpionidea) from South West Africa. Annals of the Natal Museum, vol. 23, p. 429-430.